# بيل تومسون
بيل تومسون (بالإنجليزية: Bill Thompson)‏ (10 أغسطس 1921 غلاسكو المملكة المتحدة - 1 يناير 1988) هو لاعب كرة قدم بريطاني سابق كان يلعب كلاعب وسط.

## وصلات خارجية
بيل تومسون على موقع قاعدة بيانات كرة القدم.إي يو (الإنجليزية)